# Đập Sayano-Shushenskaya
Đập Sayano-Shushenskaya (tiếng Nga: Сая́но-Шу́шенская гидроэлектроста́нция, Sayano-Shushenskaya Gidroelektrostantsiya) nằm trên sông Yenisei, gần Sayanogorsk, Khakassia, Nga. Đây là nhà máy điện lớn nhất ở Nga và nhà máy thủy điện lớn thứ 10 trên thế giới về công suất lắp đặt...
Đập được xây dựng rất kiên cố và có thể chịu được tác động của trận động đất lên đến 8 độ richter. Đập được ghi danh vào sách kỷ lục Guinness Thế giới với danh hiệu đập thủy điện kiên cố nhất thế giới.

## Giá trị kinh tế
Hơn 70% năng lượng điện được tạo ra được cung cấp cho 4 nhà máy luyện kim của Rusal ở Siberia.
Trong những năm có lượng mưa lớn, khoảng 1.600 chiếc 2.000 GWh bị lãng phí do thiếu công suất của đường dây truyền tải điện. Để tránh điều này, một nhà máy nhôm mới đã được xây dựng vào năm 2006.